# Camelot (pel·lícula)
 Camelot és una pel·lícula dels Estats Units dirigida per Joshua Logan, estrenada el 1967.
El film és una adaptació de la comèdia musical del mateix nom, adaptada al seu torn de la novel·la de T.H. White.

## Argument
Artur, rei de Camelot es casa amb Ginebra i funda els cavallers de la Taula Rodona. Lancelot del Llac arriba de França amb la finalitat d'ajuntar aquesta amb Germàrie, però cau bojament enamorat de l'esposa d'Artur. Esdevenen amants. És el final de la taula rodona.
Però mai no s'evoca la recerca del Graal.

## Repartiment
- Richard Harris: el rei Artur
- Vanessa Redgrave: Reina Ginebra
- Franco Nero: Lancelot
- David Hemmings: Mordred
- Lionel Jeffries: el Rei Pellinore
- Laurence Naismith: Merlí
- Pierre Olaf: Dap
- Estelle Winwood: Dama Clarinda
- Gary Marshal: Sir Lionel
- Anthony Rogers: Sir Dinadan
- Peter Bromilow: Sir Sagramore
- Sue Casey: Dama Sybil
- Gary Marsh: Tom de Warwick
- Nicolas Beauvy: el Rei Arthur, nen

## Al voltant de la pel·lícula
El rodatge s'ha desenvolupat de juny a novembre de 1966 a Segòvia (Espanya), així com als estudis Warner Bros. de Burbank, a Califòrnia.

## Banda original
- I Wonder What The King Is Doing Tonight, interpretat per Richard Harris
- The Simple Joys Of Maidenhood, interpretat per Vanessa Redgrave
- Camelot, interpretat per Richard Harris
- C'est moi, interpretat per Franco Nero (doblat per Gene Merlino)
- The Lusty Month of May, interpretat per Vanessa Redgrave
- Then You May Take Me To The Fair, interpretat per Vanessa Redgrave, Gary Marshal, Anthony Rogers i Peter Bromilow
- How to Handle A Woman, interpretat per Richard Harris
- If Ever I Would Leave You, interpretat per Franco Nero (doblat per Gene Merlino)
- What Do The Simple Folk Do?, interpretat per Vanessa Redgrave i Richard Harris
- Follow Me
- I Loved You Once In Silence, interpretat per Vanessa Redgrave i Franco Nero (doblat per Gene Merlino)
- Guenevere
- Finale: Camelot, interpretat per Richard Harris i Gary Marsh

## Premis i nominacions

### Premis
- Oscar a la millor música, Oscar a la millor direcció artística i Oscar al millor vestuari el 1968.
- Globus d'Or al millor actor musical o còmic per Richard Harris, Globus d'Or a la millor banda sonora original i Globus d'Or a la millor cançó original (If Ever I Should Leave You) el 1968.
- Premi a la millor actriu per Vanessa Redgrave, als Kansas City Film Critics Circle Awards el 1968.

### Nominacions
- Oscar a la millor fotografia I Oscar al millor so el 1968.
- Globus d'Or a la millor pel·lícula musical o còmica, Globus d'Or a la millor actriu musical o còmica per Vanessa Redgrave, per Franco Nero el 1968.